# ペッカ・リネ
ペッカ・リネ（Pekka Rinne, 1982年11月3日 - ）は、フィンランドの北ポフヤンマー県ケンペレ出身の元アイスホッケー選手。ポジションはゴールテンダー。

## 経歴

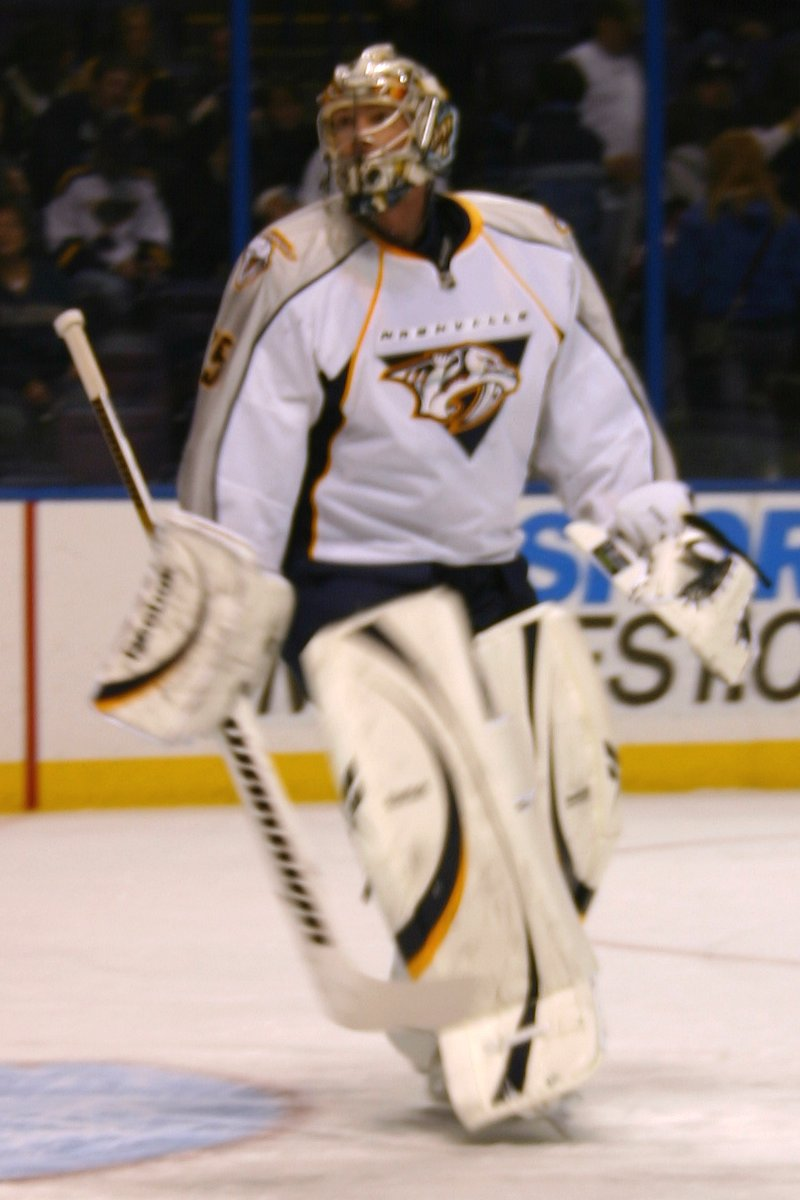
2010年、プレデターズ所属のリネ

2000年から2003年はフィンランドのアイスホッケーチームであるオウルン・カルパトのジュニア・チームでホッケーを学び、2005年に優勝したカルパトに2004年から2005年まで所属し、主にニクラス・バックストロムのバックアップを務めた。
2004年のNHLドラフト8巡目(全体258位)でナッシュビル・プレデターズから指名された。2005年8月23日、プレデターズと契約した。契約後、プレデターズのトップ・マイナー・リーグであるアメリカン・ホッケー・リーグ(AHL)のミルウォーキー・アドミナルズに所属し、北アメリカでの活動を始めた。当初リネはブライアン・フィンリーのバックアップ候補であったが、フィンリーの不調によりリネがスターターとなった。
2006年夏、面識のないカップルに暴行され、その最中に肩を脱臼した。そのため手術を受けねばならず、シーズン最初の4ヶ月間出場できなかった。
2005年-2006年シーズンにプレデターズの2試合に出場した。1勝1敗で防御率0.900、1試合平均失点数 (GAA) 3.80の記録を残した。
2007年-2008年シーズンにおいてプレデターズでダン・エリスが成績を残したため、スターターであったクリス・メイソンはセントルイス・ブルースにトレードに出され、2008年-2009年シーズンではエリスのバックアップに昇格した。
2008年12月1日に完封の記録で、プレデターズのゴールテンダーとして2人目のルーキーとなった。2009年2月、12試合中9勝し、防御率0.944、GAA1.72を記録した。NHL月間ルーキーを受賞した。3月14日、シーズン7回目の完封でプレデターズの記録に残った。2009年、アイスホッケー世界選手権にフィンランド代表に選出された。同大会ではカリ・ラモと共にゴールテンダーとして出場した。フィンランド代表としての初試合で完封し、30球防御した。
2010年-2011年シーズン開幕戦でアナハイム・ダックスのフォワードのトロイ・ボディと衝突し、下半身を怪我した。アンダーズ・リンドバックがその後3試合を引き継ぎ、リネは復帰したが、12月に再度怪我をした。12月23日に完全復帰し、1月の1ヶ月間で彼にとって史上最高の防御率0.946、GAA1.71を記録した。このシーズンの記録から、リネは、リーグ所属のチームのゼネラル・マネージャーたちの審査による、NHLの最も優秀なゴールテンダーに与えられるヴェジーナ賞の最終3名に残った。またNHLの最優秀選手に投票されるハート記念賞で第4位となり、NHLセカンド・チーム・オールスターに選ばれた。2011年、プレデターズはスタンレー・カップ・プレイオフでアナハイム・ダックス相手に4勝2敗で勝ち抜け、リネはプレデターズをチーム史上初の2回戦に導いた。
2011年10月29日にダックスを下し、完封22でプレデターズの記録を作った。11月3日、7年総額4,900万ドルで契約延長し、当時プレデターズ史上最大の契約となった。
2011年-2012年シーズンの間はトーマス・ヴォコアンの8連勝を抜いて11連勝の記録を作った。2012年4月25日、2年連続ヴェジーナ賞最終候補となった。前年に続き好調で、2012年プレイオフでデトロイト・レッドウィングスと対戦し、4勝1敗で2回戦進出への一翼を担った。しかし2回戦ではフェニックス・コヨーテズと5試合対戦したが敗退した。
2012年9月25日、NHLがロックアウトとなり、ベラルーシにあるKHLのHCディナモ・ミンスクに参加した。12月にディナモを離れ、2013年1月ロックアウト終了と同時にプレデターズに復帰したが、2012年-2013年シーズンは48試合しか行われなかった。
2013年5月、腰の関節鏡を受けた。当時腰が感染症を起こ しており、2013年10月24日、活動を休止し、綿密なリハビリを開始した。
2014年3月5日、復帰したがピッツバーグ・ペンギンズと対戦し3対1で敗退した。
2015年、再度ヴェジーナ賞最終候補に残った。
2021年に現役引退を表明した。

### 国際試合
2014年5月、フィンランドのオールスター・チームに選ばれ、チームはアイスホッケー世界選手権で銀メダルを獲得し、MVPを獲得した。

## プレイスタイル
ゴールテンダーとしてバタフライ・スタイルを取り入れており、早めに膝を床につき、低いパッドを足でブロックする。6フィート5インチ(1.96m)の長身のリネは、タンパベイ・ライトニングのベン・ビショップの6フィート7インチ(2.01m)、バッファロー・セイバーズのアンダーズ・リンドバック、シカゴ・ブラックホークスのスコット・ダーリング、ミネソタ・ワイルドのデヴァン・ダブニックの6フィート6インチ(1.96m)に続き5番目に高く、ミネソタ・ワイルドのダーシー・クーンパーと同じ高さである。この身長の高さがスティックや足をパッドに届きやすくしている。

## 私生活
2013年5月、長年交際していたクリシー・レートサーリと婚約した。

## 詳細情報

### レギュラー・シーズン
GP = 試合数、W = 勝, L = 敗, T = 引き分け(2005-2006年以降廃止), OTL = 延長敗, GA = 失点, SO = シャットアウト、GAA = 平均失点数、SV% = 防御率
| シーズン    | チーム                       | リーグ      | GP  | W   | L   | T | OTL | MIN    | GA  | SO | GAA  | SV%   |
| ----------- | ---------------------------- | ----------- | --- | --- | --- | - | --- | ------ | --- | -- | ---- | ----- |
| 2002–03     | オウルン・カルパト           | SMリーガ    | 1   | 0   | 1   | 0 | —   | 60     | 3   | 0  | 3.00 | .893  |
| 2003–04     | オウルン・カルパト           | SMリーガ    | 14  | 5   | 4   | 4 | —   | 824    | 41  | 0  | 2.99 | .897  |
| 2004–05     | オウルン・カルパト           | SMリーガ    | 10  | 8   | 0   | 1 | —   | 572    | 16  | 0  | 1.68 | .927  |
| 2005–06     | ミルウォーキー・アドミナルズ | AHL         | 51  | 30  | 18  | 2 | —   | 2960   | 139 | 2  | 2.82 | .904  |
| 2005–06     | ナッシュビル・プレデターズ   | NHL         | 2   | 1   | 1   | — | 0   | 63     | 4   | 0  | 3.80 | .900  |
| 2006–07     | ミルウォーキー・アドミナルズ | AHL         | 29  | 15  | 7   | 6 | —   | 1670   | 65  | 3  | 2.34 | .920  |
| 2007–08     | ミルウォーキー・アドミナルズ | AHL         | 65  | 36  | 24  | 3 | —   | 3840   | 158 | 5  | 2.47 | .908  |
| 2007–08     | ナッシュビル・プレデターズ   | NHL         | 1   | 0   | 0   | — | 0   | 29     | 0   | 0  | 0.00 | 1.000 |
| 2008–09     | ナッシュビル・プレデターズ   | NHL         | 52  | 29  | 15  | — | 4   | 2999   | 119 | 7  | 2.38 | .917  |
| 2009–10     | ナッシュビル・プレデターズ   | NHL         | 58  | 32  | 16  | — | 5   | 3246   | 137 | 7  | 2.53 | .911  |
| 2010–11     | ナッシュビル・プレデターズ   | NHL         | 64  | 33  | 22  | — | 9   | 3789   | 134 | 6  | 2.12 | .930  |
| 2011–12     | ナッシュビル・プレデターズ   | NHL         | 73  | 43  | 18  | — | 8   | 4169   | 166 | 5  | 2.39 | .923  |
| 2012–13     | HCディナモ・ミンスク         | KHL         | 22  | 9   | 11  | — | —   | 1327   | 68  | 1  | 3.08 | .897  |
| 2012–13     | ナッシュビル・プレデターズ   | NHL         | 43  | 15  | 16  | — | 8   | 2444   | 99  | 5  | 2.43 | .910  |
| 2013–14     | ナッシュビル・プレデターズ   | NHL         | 24  | 10  | 10  | — | 3   | 1367   | 63  | 2  | 2.77 | .902  |
| 2013–14     | ミルウォーキー・アドミナルズ | AHL         | 2   | 2   | 0   | — | 0   | 121    | 2   | 0  | 0.99 | .943  |
| 2014–15     | ナッシュビル・プレデターズ   | NHL         | 64  | 41  | 17  | — | 6   | 3851   | 140 | 4  | 2.18 | .923  |
| NHLトータル | NHLトータル                  | NHLトータル | 381 | 204 | 115 | — | 43  | 21,957 | 862 | 36 | 2.36 | .919  |

### プレイオフ
| シーズン    | チーム                       | リーグ      | GP | W  | L  | MIN   | GA | SO | GAA  | SV%   |
| ----------- | ---------------------------- | ----------- | -- | -- | -- | ----- | -- | -- | ---- | ----- |
| 2003–04     | オウルン・カルパト           | SMリーガ    | 2  | 1  | 0  | 22    | 0  | 0  | 0.00 | 1.000 |
| 2005–06     | ミルウォーキー・アドミナルズ | AHL         | 14 | 10 | 4  | 734   | 35 | 3  | 2.86 | .905  |
| 2006–07     | ミルウォーキー・アドミナルズ | AHL         | 4  | 0  | 4  | 247   | 12 | 0  | 2.91 | —     |
| 2007–08     | ミルウォーキー・アドミナルズ | AHL         | 6  | 2  | 4  | —     | 15 | 1  | 2.51 | .923  |
| 2009–10     | ナッシュビル・プレデターズ   | NHL         | 6  | 2  | 4  | 358   | 16 | 0  | 2.68 | .911  |
| 2010–11     | ナッシュビル・プレデターズ   | NHL         | 12 | 6  | 6  | 748   | 32 | 0  | 2.57 | .907  |
| 2011–12     | ナッシュビル・プレデターズ   | NHL         | 10 | 5  | 5  | 609   | 21 | 1  | 2.07 | .929  |
| 2014–15     | ナッシュビル・プレデターズ   | NHL         | 6  | 2  | 4  | 425   | 19 | 0  | 2.68 | .909  |
| NHLトータル | NHLトータル                  | NHLトータル | 34 | 15 | 19 | 2,140 | 88 | 1  | 2.47 | .914  |

### 受賞歴

#### NHL
| 賞                             | 年               |
| ------------------------------ | ---------------- |
| セカンド・オールスター・チーム | 2011             |
| ヴェジーナ賞最終候補           | 2011、2012、2015 |

#### 国際大会
| 賞                             | 年   |
| ------------------------------ | ---- |
| 世界選手権最優秀ゴールテンダー | 2015 |
| 世界選手権オールスター・チーム | 2014 |
| 世界選手権MVP                  | 2014 |